# The Aloof
The Aloof est un groupe de musique électronique britannique.

## Membres
- Ricky Barrow (voix)
- Gary Burns (claviers, basse)
- Jagz Kooner (programmation)
- Richard Thair (batterie, percussion)
- Dean Thatcher (claviers)

## Discographie

### Albums studio
- 1994 : Cover The Crime (re-issue 1995)
- 1996 : Sinking UK #123
- 1998 : Seeking Pleasure UK #125
- 1999 : This Constant Chase For Thrills

### Singles
- 1991 : Never Get Out The Boat
- 1991 : Scooter / The World As One
- 1992 : On A Mission (UK #64)
- 1992 : Purity
- 1992 : Purity (Remixes)
- 1994 : Agent O
- 1994 : Cover The Crime
- 1994 : Mind
- 1994 : Society / Drum (Live Mix)
- 1995 : Favelas UK #129
- 1995 : Stuck on the Shelf UK #193
- 1996 : Wish You Were Here... UK #61, UK #43 (1997 re-mix)
- 1996 : One Night Stand UK #30
- 1997 : Sinking UK #146
- 1998 : What I Miss the Most UK #70
- 1999 : Infatuated UK #136
- 2000 : Doing It for the Money UK #191